# Žalm 63
Žalm 63 („Bože, tys Bůh můj! Hledám tě za úsvitu“, v Septuagintě dle řeckého číslování žalm 62) je biblický žalm. Žalm je nadepsán těmito slovy: „Žalm Davidův, když byl v Judské poušti.“ Talmud vysvětluje, že tam, kde hebrejský text žalmu začíná frází „žalm Davidův“ (מִזְמוֹר לְדָוִד, mizmor le-David), znamená, že takový žalm složil David jako prostředek k dosažení stavu osvícení, jenž je v judaismu znám jako ruach ha-kodeš (viz Duch svatý). Zbývající situační údaj v nadepsání odkazuje na dobu, kdy David utíkal před Saulem a skrýval se před ním v Judské poušti. Spis Šimuš Tehilim („Užití Žalmů“), jehož autorem je zřejmě židovský učenec Chaj Ga'on (939–1038), uvádí, že recitace 63. žalmu pomáhá, aby člověk od svého společníka obdržel patřičný obchodní podíl a měl úspěch v obchodní činnosti.
Několik veršů 63. žalmu zhudebnil Antonín Dvořák v rámci písňového cyklu Biblické písně.